# Arrunci (metge)
Arrunci (llatí: Arruntius) era un metge romà de la gens Arrúncia que va viure aproximadament a la meitat del segle i aC. Plini el Vell el menciona a la Naturalis Historia, i diu que guanyava molts diners com a metge i va arribar a guanyar fins a 250.000 sestercis anuals. Això indica la fortuna que podien obtenir els metges a inicis de l'imperi per la seva pràctica mèdica.